# Sarah Harrison (Journalistin)

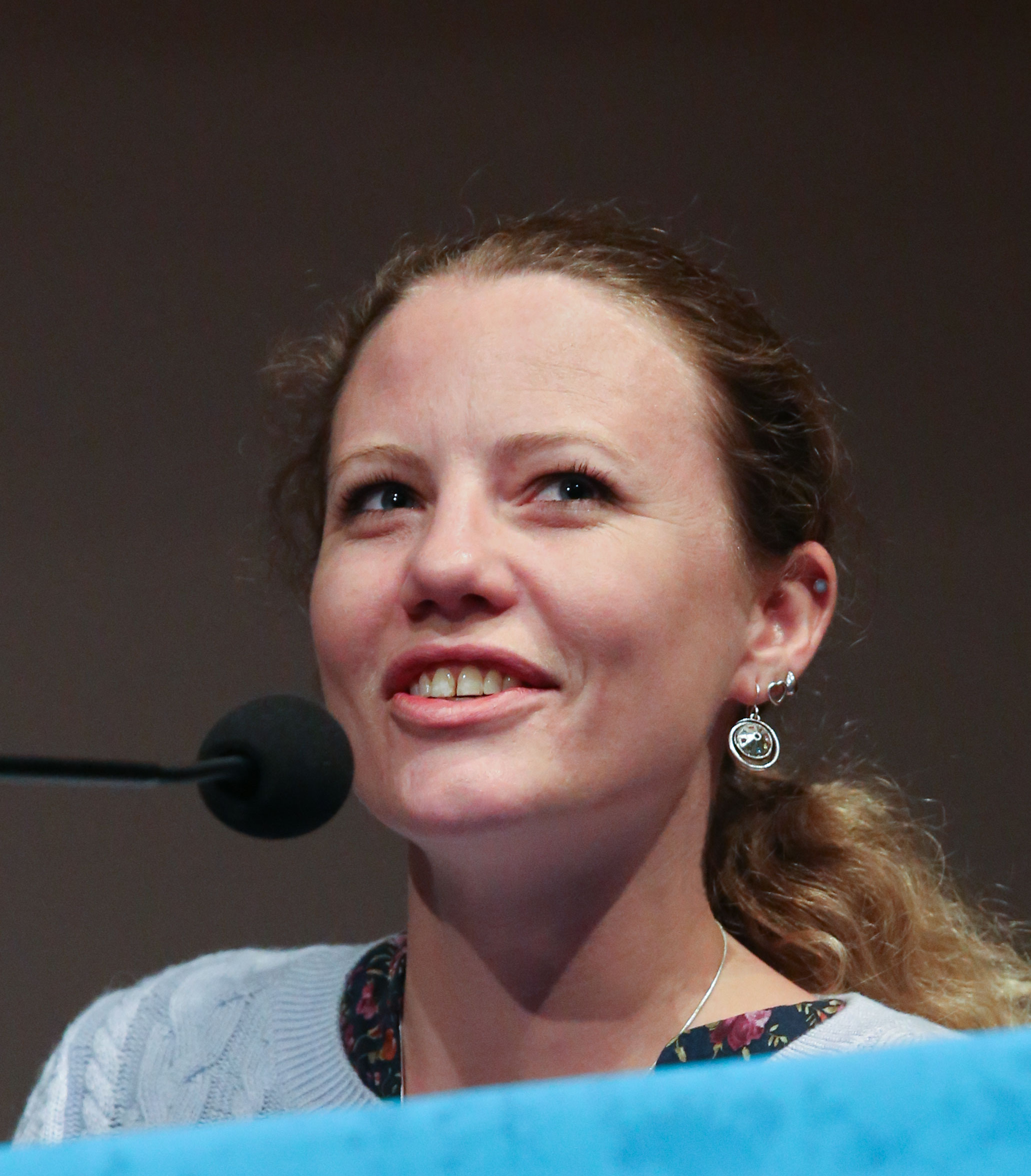
Sarah Harrison (2013)

Sarah Harrison (* 1982) ist eine britische Journalistin und führende Mitarbeiterin von WikiLeaks. Sie gilt als engste Beraterin von Julian Assange und begleitete Edward Snowden im Sommer 2013 auf dessen Flug von Hongkong nach Moskau. Im Herbst reiste sie nach Deutschland, wo sie in Berlin lebt und als Journalistin arbeitet.

## Leben

### Kindheit, Jugend, und Ausbildung
Sarah Harrison wuchs in behüteter Umgebung gemeinsam mit ihren beiden jüngeren Schwestern in St Mary’s Platt in der englischen Grafschaft Kent auf. Mit 10 Jahren schrieb sie dem britischen Premierminister John Major einen Brief zum Thema Obdachlosigkeit und erhielt auch eine Antwort. Ihre Eltern, der ehemalige englische Tischtennis-Meister und spätere Manager Ian Harrison, und dessen Frau Jennifer, eine Lehrerin, ermöglichten ihr den Besuch der nahegelegenen und angesehenen Internatsschule Sevenoaks als Tagesschülerin. Nach ihrem International Baccalaureate 2000 verbrachte Sarah Harrison ein Jahr als Chalet Girl in den Alpen und studierte dann Anglistik an der Queen Mary Universität in London.
Nachdem sie sich für den Beruf der Journalistin entschieden hatte, arbeitete sie 2009 zunächst als Praktikantin am Centre for Investigative Journalism und ab 2010 als wissenschaftliche Hilfskraft am Bureau of Investigative Journalism (BIJ). Ihren Studienabschluss machte sie an der City University London.

### Arbeit für WikiLeaks
In ihrer Praktikantenzeit beim Centre for Investigative Journalism war sie noch vor der Veröffentlichung des Afghanistan-Kriegstagebuchs für den Fall Julian Assange zuständig und ordnete Dateien für künftige Dokumentarfilme. Seitdem war sie in die Organisation WikiLeaks zunehmend involviert; ihre Rolle in der Organisation nahm insbesondere nach dem Fortgang von Daniel Domscheit-Berg an Bedeutung zu, sei es im Zusammenhang mit der Veröffentlichung der Botschaftsdepeschen oder mit Assanges Rechtsstreit gegen eine Auslieferung an Schweden. Heute ist Harrison Bereichsredakteurin von WikiLeaks, arbeitet in der vom ehemaligen spanischen Richter Baltasar Garzón geleiteten Rechtsabteilung und ist Assanges engste Beraterin.

### Unterstützung von Edward Snowden

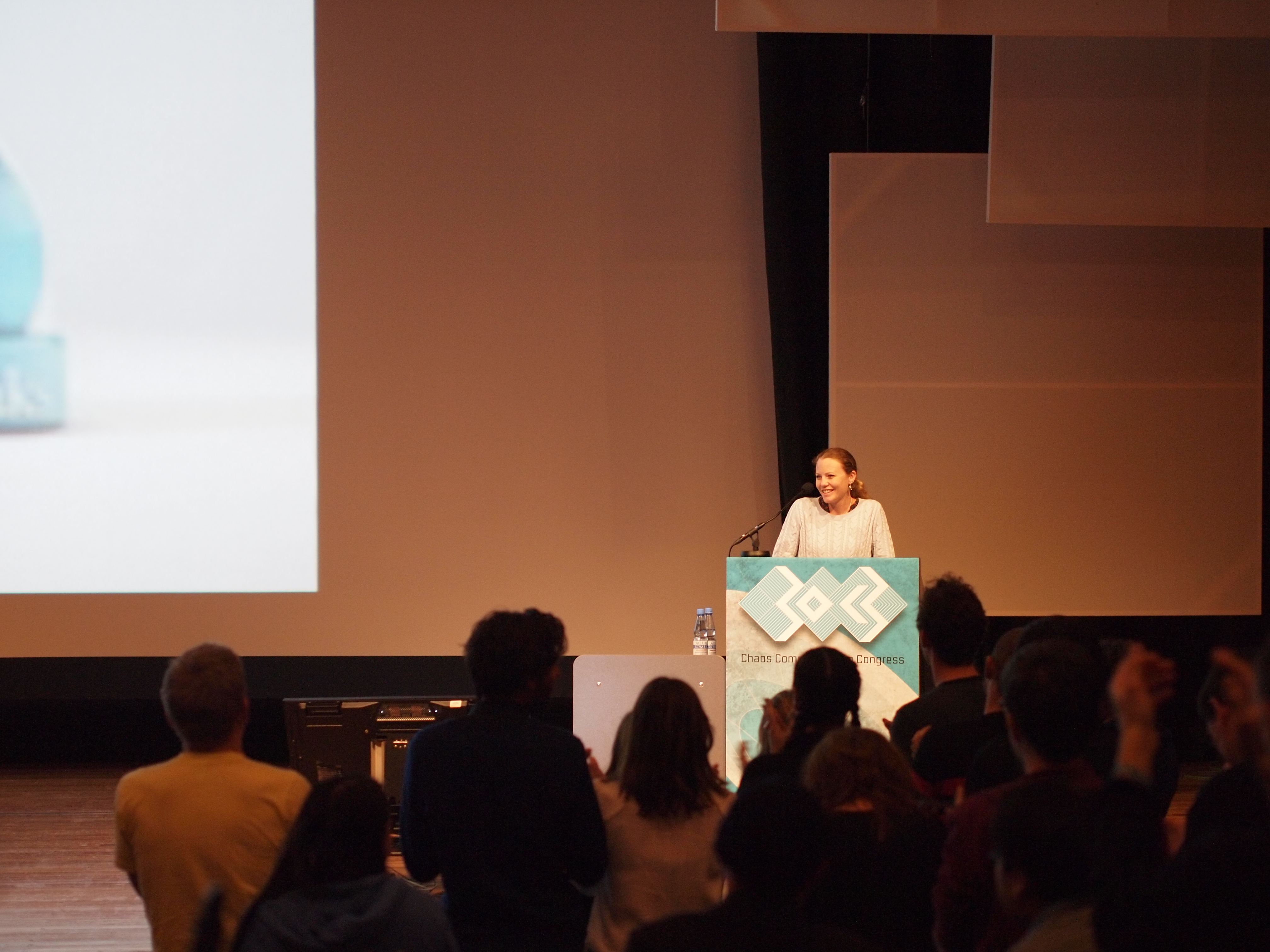
Sarah Harrison im Dezember 2013 auf dem 30C3.

Am 24. Juni 2013 teilte WikiLeaks mit, dass Harrison den NSA-Whistleblower Edward Snowden auf seinem Flug von Hongkong nach Moskau begleiten werde, der dort politisches Asyl beantragen wolle. Zu dem Zeitpunkt gehörte sie der Organisation gut zwei Jahre lang an. Harrison begleitete Snowden auch, als er am 1. August 2013 den Moskauer Flughafen Sheremetyevo wieder verlassen durfte. Guardian-Journalist Dominic Rushe bezeichnete Harrison aufgrund ihres Mangels an juristischen Qualifikationen dennoch als „ungewöhnliche Wahl“, vor allem im Vergleich zu anderen WikiLeaks-Mitarbeitern wie etwa der Menschenrechtsanwältin Jennifer Robinson.
Am 2. November 2013 reiste Harrison am Flughafen Berlin-Tegel nach Deutschland ein. In den darauffolgenden Tagen wandte sie sich in einem Offenen Brief an die deutsche Bevölkerung. Sie wolle zunächst in Deutschland bleiben, da ihre britische Heimat, in der fast jeder Bericht in die Kategorie „Terrorismus“ falle, nicht mehr sicher sei. Ermutigt von Protesten aus der deutschen Bevölkerung wirbt sie darum, Snowden Asyl zu gewähren. WikiLeaks kämpfe „gegen die Geheimniskrämerei der Regierungen“, die massenhafte Ausspähung der Bevölkerungen und gegen die Verfolgung derjenigen, „die diese Wahrheit aussprechen“. Zwar habe WikiLeaks die „Schlacht um Snowdens unmittelbare Zukunft gewonnen, aber der Krieg geht weiter“.

## Auszeichnungen
- 2015: Internationaler Willy-Brandt-Preis, Sonderpreis für „besonderen politischen Mut“[9]